# 長崎-閃光の影で-
『長崎-閃光の影で-』（ながさき せんこうのかげで）は、2025年8月1日に公開された日本映画。監督・共同脚本は自身も長崎出身の被爆3世である松本准平、主演は本作が映画初主演となる菊池日菜子。
1945年夏、原爆投下直後の長崎を舞台に、被爆者救護にあたった3人の若き看護学生が医療態勢もままならない状況で命と向き合い続けた1か月間が描かれる。
長崎県内では、同年7月25日に先行公開が実施され、これに先立ち、7月6日には長崎・HAPPINESS ARENAでワールドプレミア上映が行われた。7月22日にはTOHOシネマズ日比谷にて東京プレミア上映会が開催された。
カトリック教会の総本山バチカン市国 で上映されることが決定し、現地時間10月31日に教皇・レオ14世のもと、バチカン内の上映室での上映が予定されている
撮影は2023年10月から滋賀県各地を中心に約1か月間行われ、一部は群馬県や長崎市でも行われた。「主なロケ地」参照。

## キャスト

### 主要人物
田中スミ〈17〉
演 - 菊池日菜子
大阪で看護学生として学んでいた。大阪の空襲に伴う休校のため、アツ子たちと帰郷した長崎の惨状の中で過酷な体験をする。両親と3人暮らし。
大野アツ子〈17〉
演 - 小野花梨
スミの幼なじみで同級生。自宅はスミの家の隣。一緒に暮らしていた両親と幼い妹は原爆の犠牲となってしまう。人一倍強い信念を持って被爆者救護にあたる。
岩永ミサヲ〈17〉
演 - 川床明日香
スミの幼なじみで同級生。母を亡くし、父と二人暮らし。父娘共に敬虔なカトリック信徒。自身の信仰心と現実の間で葛藤する。救護を終え、別れた後にスミたちに彼女の死去を知らせる電報が届く。

### 救護所
新興善国民学校に設置された臨時の救護所 。
川西トキ子
演 - 水崎綾女
看護婦長。懸命に救護の指揮をする。終戦後に米兵に接近し、スミたちに失望と諦めの感情を抱かせている。
秋山学
演 - 渡辺大
大村海軍病院の軍医。薬剤や設備も不足する中、救護所で必死に医療を行う。
小川雄一郎
演 - 利重剛
日赤長崎支部の事務局長。
五島キヨ
演 - 呉城久美
大村海軍病院の看護婦。後に救護所での救護に当たる。
洋子〈15〉
演 - 田畑志真
看護学生。救護所でスミやヤエと親しく接する。途中で体調を崩して帰郷する。
ヤエ〈25〉
演 - 松尾百華
看護婦。救護所での救護に当たる。徳島出身。
看護婦
演 - ほのら、勝元鈴香
看護学生
演 - 西村花温
ハナ
演 - KAKAZU
妊婦。ガラスの破片が両目に突き刺さり失明。救護所で男児を出産する。

### スミ・アツ子・ミサヲの家族・関係者
田中幸次
演 - 加藤雅也
スミの父。チヨとともに行方不明だったが、後にスミと無事に再会する。
田中チヨ
演 - 有森也実
スミの母。
岸本勝
演 - 田中偉登
スミの幼なじみで恋人。三菱で働いている。原爆症の犠牲者となってしまう。
アツ子の母
演 - 中尾文子
大野カズ子
演 - 河村梓月
アツ子の幼い妹。母親とともに自宅で原爆の犠牲になってしまう。
岩永信行
演 - 萩原聖人
ミサヲの父。瓦礫に埋もれていたところをミサヲに救出される。
南原令子
演 - 南果歩
孤児院「聖母の騎士園」で子どもたちの世話をしている。スミにこの先も生き続ける力となる言葉を与える。

### その他
焼き場の少年の祖父らしい人物
演 - 池田秀一

原案手記の寄稿者
演 - 山下フジヱ（本人）
元看護学生。15歳の時に被爆者救護に尽力し、本作品の原案となった手記に体験を寄せた唯一の生存人物。
- 美輪明宏（語り）[15]

## スタッフ
- 原案 -『閃光の影で-原爆被爆者救護赤十字看護婦の手記-』（日本赤十字社長崎県支部）[2][23]
- 監督 - 松本准平
- 脚本 - 松本准平、保木本佳子[2]
- 主題歌 -「クスノキ -閃光の影で-」（アミューズ / Polydor Records）[3][24][注 7]
  - 作詞・作曲 - 福山雅治 / 編曲 - 福山雅治、井上鑑 / 歌唱 - スミ（菊池日菜子）、アツ子（小野花梨）、ミサヲ（川床明日香）
- 製作 - 岩本炯沢、吉田尚剛、荒木宏幸、髙田旭人、川村英己、関顕嗣、川畑年弘[17]
- 企画 - 中村佳代[2][17]
- プロデュース - 鍋島壽夫、マーク服部[2][17]
- プロデューサー - 関顕嗣[17]
- ラインプロデューサー - 木村和弘[17]
- 撮影 - 灰原隆裕[17]
- 照明 - 川井稔[17]
- 録音 - 紫藤佑弥、大竹修二[17]
- 音楽 - 小野川浩幸[17]
- 配給・宣伝 - アークエンタテインメント[2][8]
- 制作プロダクション - SKY CASTLE FILM、ふればり[2]
- 製作幹事 - AMGエンタテインメント、SKY CASTLE FILM[2]
- 製作 -「長崎-閃光の影で-」製作委員会（SKY CASTLE FILM、アミューズクリエイティブスタジオ、AMGエンタテインメント、ジャパンネットホールディングス、ふればり、アークエンタテインメント、長崎国際テレビ）[8]

## 主なロケ地
長崎県長崎市
- 山王神社… 作品の冒頭とエンディングで、被爆クスノキの下での山下フジヱさんの回想シーンが撮影された。

滋賀県彦根市
- 彦根城表門山道… スミたち3人がグリコ（じゃんけん）をしながら、浦上天主堂の見える高台に続く石段を登っていく場面として撮影された。

滋賀県大津市
- カトリック大津教会… ミサヲと父の信行がミサに参列する、浦上天主堂の内部として撮影された。

滋賀県長浜市
- 旧余呉小学校（現在は解体されている）… 臨時の救護所が設置された新興善国民学校として、救護の場面が撮影された。

滋賀県近江八幡市
- 旧近江療養院希望館（五葉館〈旧ヴォーリズ記念病院の病室〉） … 空広が託された聖母の騎士園として、スミと令子の場面が撮影された。

滋賀県甲賀市
- 天理教甲賀大教会… 教会内に残されている古い街並みで、原爆投下前の長崎の街としてミサヲが空を見て父･信行に少し晴れ間が見えてきたと話す場面などが撮影された。

滋賀県東近江市
- 湖東町歴史民俗資料館・錬成館… 日赤長崎支部（講堂のシーンは錬成館）として撮影された。

滋賀県米原市
- 世継浜…スミとミサヲが海水をバケツに汲む場面、勝と再会する場面が撮影された。

※	救護列車の場面は群馬県で撮影されている。

## 関連ラジオ番組
2025年8月5日（4日深夜）から 9日（8日深夜）にかけて、TOKYO FM・JFN系列のラジオ番組『JET STREAM』で松本書き下ろしによる『長崎―閃光の影で― JET STREAMバージョン』が放送された。朗読は番組パーソナリティの福山雅治。